# Толпа
Толпа́ (скопище, сборище, сходбище, толкотня) — большое скопление, множество сошедшихся вместе людей, а также самая случайная связь людей, объединенных в данном пространстве чисто временным, преходящим интересом.
Толпа хаотична, хотя и не лишена некоторой организации. Организующим фактором может быть общий объект внимания, традиция, событие. Члены толпы часто находятся в сходном эмоциональном состоянии. Толпа описывается целым рядом параметров и характеристик, такими как количество собравшихся людей, направление и скорость движения, психологическое состояние и другие. Толпа является предметом исследования социальной психологии, которая в частности вводит классификации толпы по ряду признаков. Гюстав Лебон начал, как и другие представители криминологической школы, например Чезаре Ломброзо, Сципион Сигеле, Рафаэле Гарофало рассматривать толпу как исключительно иррациональную, стихийную и разрушительную силу общества. В некоторых случаях толпа может представлять опасность для окружающих (например, погромщики, бунтовщики) и для себя (в случае паники). Толпы играют значительную роль в истории. В. Г. Белинский писал: «Толпа есть собрание людей, живущих по преданию и рассуждающих по авторитету».

## Классификация толпы
В социальной психологии существует несколько классификаций толпы.
По степени организации:
- Стихи́йная толпа — возникающая спонтанно, не организованная кем-либо. К этому виду относятся такие толпы как толпа людей в метро или в фойе кинотеатра. Хотя они собрались по определённому случаю, у толпы как таковой нет зачинщиков.
- Ведо́мая толпа — организованная лидерами, подстрекателями. Интересным видом ведомой толпы является флешмоб — толпа людей, внезапно собирающаяся в одном месте и так же внезапно исчезающая; обычно организуются через Интернет.
- Организо́ванная толпа — имеющая ярко выраженную организацию, упорядоченность. Понятие введено Гюставом Лебоном, который считал такие формирования, как рота солдат и даже заседание парламента, разновидностью толпы. Лебон также употреблял термин одухотворённая толпа, подчёркивая, что у толпы возникает своя собственная душа. Многие исследователи не соглашаются с таким расширенным толкованием и полагают, что толпой можно называть лишь неорганизованную массу народа. [источник не указан 5139 дней]

По характеру поведения людей:
- Окказиональная толпа — сборище любопытствующих (зевак), например, толпа, собравшаяся по случаю автомобильной аварии.
- Конвенциональная толпа — толпа, собравшаяся по заранее известному поводу (фестиваль, карнавал и так далее).
- Экспрессивная толпа — толпа, выражающая общие эмоции (протест, ликование и так далее).
- Экстатическая толпа — толпа, объятая экстазом.
- Действующая толпа — толпа, совершающая физические действия.
  - Агрессивная толпа — людская масса, совершающая деструктивные действия.
  - Паническая толпа — толпа, спасающаяся от кого-то (чего-то).
  - Преступная толпа[3] — людская масса, совершающая преступления.
  - Стяжательская толпа — толпа, борющаяся за ценности.
  - Повстанческая толпа — толпа, противодействующая властям.

По активности и направленности действий (классификация С.К. Рощина):
- Пассивная — не имеет выраженного эмоционального заряда.
- Активная — имеет сильно выраженный эмоциональный заряд.
  - Агрессивная — вид толпы, которая пытается решить те или иные социально назревшие проблемы насильственным путем, при этом теряет рациональную основу для своих действий и вымещает чувство фрустрации и гнева на совершенно случайных объектах.
  - Спасающаяся (может перерасти в паническую) — спасается от жизненно опасных угроз.
  - Стяжательная — скопления людей, движимых стремлением к грабежу, разворовыванию материальных ценностей, которые стали неожиданно доступными в силу тех или иных условий.
  - Демонстрирующая — собрание людей, выражающих тот или иной социальный протест.[4]

## Динамика толпы
Если толпа или её части каким-либо образом перемещаются, то можно привести следующее деление:
- Разреженная толпа — каждый составляющий её индивид может относительно свободно перемещаться в любом выбранном направлении.
- Окаменевающая толпа — движение индивида возможно лишь в общем со всей толпой направлении, попытки же отклониться от него встречают всё возрастающее сопротивление.
- Монолитная толпа  — всякое индивидуальное независимое движение невозможно, давление в толпе превышает возможности человеческого организма, каждый озабочен лишь собственным выживанием, давка.

Примером периодически образующихся толп может служить пассажиропоток Московского метрополитена в часы «пик» 7-8 и 18-19. Самой перегруженной станцией метро в Москве считается[кем?] «Выхино». Крупные толпы образуются на всех пересадочных станциях на подходе к эскалаторам.

## Изучение толпы

### Историей
Исследуется такие явления как бунты, восстания, перевороты (революции), переселение народов, войны и другие явления связанные с участием большого количества людей.

### Социологией
Основной задачей является прогнозирование поведения толпы. При этом не учитываются различия между отдельными членами толпы, рассматриваются явления как среднестатистические.

### Психологией
Целью является объяснение механизмов, которые приводят человека в состояние, когда человек подвержен влиянию толпы.
Психическое состояние индивида в толпе характеризуется резким усилением влияния следующих факторов:
1. Повышение эмоциональности восприятия всего, что он видит и слышит.
2. Повышение внушаемости и уменьшение степени критического отношения к самому себе и способности рациональной обработки воспринимаемой информации.
3. Подавление чувства ответственности за собственное поведение.
4. Появление чувства силы и сознания анонимности.

Психология толпы издавна занимала умы мыслителей. Гюстав Лебон в «Психологии народов и масс» характеризовал душу толпы таким образом:
Самый поразительный факт, наблюдающийся в одухотворенной толпе, следующий: каковы бы ни были индивиды, составляющие её, каков бы ни был их образ жизни, занятия, их характер или ум, одного их превращения в толпу достаточно для того, чтобы у них образовался род коллективной души, заставляющей их чувствовать, думать и действовать совершенно иначе, чем думал бы, действовал и чувствовал каждый из них в отдельности. Существуют такие идеи и чувства, которые возникают и превращаются в действия лишь у индивидов, составляющих толпу. Одухотворенная толпа представляет собой временный организм, образовавшийся из разнородных элементов, на одно мгновение соединившихся вместе, подобно тому, как соединяются клетки, входящие в состав живого тела и образующие посредством этого соединения новое существо, обладающее свойствами, отличающимися от тех, которыми обладает каждая клетка в отдельности.

### Массовая истерия
Массовая истерия — явление в психологии толпы, когда согласно русскому психологу, академику В. М. Бехтереву, толпа ведет себя глупее, чем индивидуал, и перестает быть совокупностью разумных существ.